# Пури, Сандер
Сандер Пури (эст. Sander Puri; 7 мая 1988, Тарту, Эстонская ССР, СССР) — эстонский футболист, полузащитник национальной сборной Эстонии.

## Клубная карьера
Воспитанник футбольного клуба «Тарту СК 10». В 2005 году Пури начал профессиональную карьеру в клубе «Левадия», куда пришёл вместе со своим братом-близнецом Эйно Пури. 1 июня 2005 года Пури забил свой первый гол в чемпионате Эстонии в матче против «Курессааре», который завершился со счётом 2:0. 30 июля 2007 года братья Пури на правах аренды перешли в «Тулевик». Сандер сыграл в клубе 14 матчей и забил 4 мяча. В 2008 году Пури был близок к подписанию контракта с дортмундской «Боруссией», также с шотландским «Селтиком» в 2009 году.
14 декабря 2009 года Пури подписал пятилетний контракт с греческим клубом «Лариса». 18 марта 2010 года забил победный гол на последних минутах важного матча с ПАОК. Тем не менее, в следующем сезоне карьера Пури в клубе не удалась. Шла частая смена тренеров, он всё реже стал попадать в состав и получать мало игрового времени. В связи с этим, Пури был дважды арендован.
31 января 2012 года Пури расторг контракт с клубом по обоюдному согласию.
В январе 2011 года Пури на правах аренды перешёл в польскую «Корону» до конца сезона. Дебютировал в клубе 26 февраля в матче против «Заглембе». Свой первый гол забил в матче против «Полонии». В общей сложности, за «Корону» Пури сыграл всего 8 матчей и был дважды травмирован.
В июле 2011 года Пури был арендован в венгерский клуб «Ломбард». Дебютировал в клубе 23 июля в матче против «Шиофока». Свой первый гол Пури забил 21 сентября в матче третьего раунда Кубка Венгрии против клуба «Гёрсемере». «Ломбард» выиграл эту встречу со счётом 10:0. 19 января 2012 года договор аренды был расторгнут по обоюдному согласию сторон.
27 марта 2012 года Пури подписал контракт с финским клубом «КуПС». Дебютировал в матче против ХИК. Свои первые мячи Пури забил 11 и 25 июня в матчах против «Йювяскюля» и «Мариехамн» соответственно. В этом же году Пури забил единственный и победный гол в матче третьего отборочного раунда Лиги Европы против турецкого «Бурсаспора». Тем не менее, в ответном матче «Бурсаспор» выиграл со счётом 6:0 и выбил «КуПС» из Лиги Европы. Неделю спустя Пури забил победный гол в полуфинале Кубка Финляндии против «МюПа-47» и вывел свою команду в финал. Тем не менее, в финале Пури получил прямую красную карточку, а «КуПС» проиграл «Хонке».
12 декабря 2012 года стало известно, что Пури покинет клуб. Позже игроком заинтересовался болгарский клуб «Берое», который предложил Пури контракт. Однако, Пури отказался от этого предложения.
15 марта 2013 года Пури подписал контракт с шотландским «Сент-Миррен» до конца сезона 2012/13. Дебютировал в клубе 31 марта в матче против «Селтика», заменив Эсмаеля Гонсалвеша под конец матча. В общей сложности, Пури сыграл в клубе всего лишь три матча. Несмотря даже на желание Пури остаться в клубе, «Сент-Миррен» не продлил аренду и 15 мая освободил игрока.
13 июня 2013 года Пури подписал однолетний контракт с английским «Йорк Сити» с опцией продления ещё на один год. Дебютировал в клубе 3 августа в матче против «Нортгемптон Таун». Сыграл 8 матчей в клубе. В мае 2014 года Пури покинул клуб.
Пури прошёл просмотр в ирландском клубе «Слайго Роверс» и 1 февраля 2015 года подписал с клубом контракт. Свой первый гол в клубе забил 22 мая в матче против «Дерри Сити». В общей сложности, в клубе Пури сыграл 27 матчей и забил 4 гола.
17 февраля 2016 года Пури подписал контракт с чешским клубом «Карвина», провёл в клубе пол-сезона и в том же году выступал за «Нымме Калью». В 2017—2018 годах играл за «Уотерфорд», с этим клубом стал победителем первого дивизиона Ирландии. Первый гол забил в игре против «Богемианса» (победа 1:0).
В 2019 году вернулся на родину, играл за «Нымме Калью», «Легион» и «Таммеку».

## Международная карьера
Пури представлял молодёжную и юношеские сборные Эстонии разных возрастов. 30 мая 2008 года дебютировал в национальной сборной Эстонии в матче Балтийского кубка против сборной Латвии. Свой первый гол в сборной Пури забил 22 ноября 2008 года в товарищеском матче против сборной Литвы. Последний на данный момент матч провёл 8 июня 2016 года против Португалии.

## Достижения
Левадия
- Чемпион Эстонии (4): 2006, 2007, 2008, 2009.

Индивидуальные
- Серебряный мяч Эстонии: 2015[35]

## Личная жизнь
Является одним из трёх близнецов: брат Эйно — футболист, полузащитник клуба «Нымме Калью» и сборной Эстонии, сестра Кадри — волейболистка.